# Betta persephone
Betta persephone је зракоперка из реда Perciformes и породице Osphronemidae. 

## Распрострањење
Ареал врсте је ограничен на једну државу. Малезија је једино познато природно станиште врсте.

## Станиште
Станиште врсте су слатководна подручја. 

## Угроженост
Ова врста је крајње угрожена и у великој опасности од изумирања.